# Hegarmanah (Cikancung)
Hegarmanah is een bestuurslaag in het regentschap Bandung van de provincie West-Java, Indonesië. Hegarmanah telt 10.780 inwoners (volkstelling 2010).